# Мясников, Василий Спиридонович
Васи́лий Спиридо́нович Мяснико́в (1893—1918) — русский революционер, большевик, матрос Балтийского флота, делегат II Съезда советов.

## Биография
Родился в 1893 году в селе Кологривовка Пензенской губернии. Учился в реальном училище, из которого был исключён. Устроился работать на бумажную фабрику, откуда был уволен за участие в рабочей маёвке. Работал грузчиком, матросом на волжских пароходах.
В 1914 году мобилизован, служил на учебном судне Балтийского флота «Океан».
В 1939—1998 гг. Никольский переулок (Санкт-Петербург) носил название улицы Мясникова. На д.2 установлена мемориальная доска с надписью: «Матрос Балтийского флота, большевик Мясников Василий Спиридонович (1893—1918) — командир одного из сводных отрядов моряков при штурме Зимнего дворца, делегат исторического второго съезда Советов, член ВЦИК и Военно-морского революционного комитета. Проводил национализацию частных банков, командир отрядов по борьбе с контрреволюцией. Погиб от рук белогвардейцев».